# Quetschtechnik
Die Quetschtechnik (ursprünglich squeeze technique) ist ein sexualtherapeutisches Verfahren. Nach Masters und Johnson wird sie bei Orgasmusproblemen wie dem vorzeitigen Samenerguss eingesetzt, die so erfolgt, dass der Ejakulationsreflex durch das gezielte Pressen bestimmter Stellen am Penis, wie Schaft oder kurz unterhalb der Eichel wirksam verzögert und/oder unterbrochen werden kann.